# 丘库马·阿卡布泽
丘库马·阿卡布泽（Chukwuma Akabueze，1989年5月6日—），昵称本特利（Bentley），是一名尼日利亚足球运动员，司职边锋或前锋。

## 俱乐部生涯
本特利在尼日利亚球队卡瓦拉联开始职业足球生涯。
2007年7月加盟挪威足球超级联赛球队奧特格寧蘭。
2011年2月24日转投另一支挪威球队布兰。
2013年2月19日，中国足球超级联赛球队武汉卓尔宣布正式签入本特利。

## 国际比赛生涯
本特利曾经代表尼日利亚U20国家队参加2007年世青赛。他在2007年还两次代表尼日利亚出战国际A级比赛，并有一球进账。